# Unión Deportiva Las Palmas

Performance en championnat du Unión Deportiva Las Palmas 1929-présent

Maillots
Actualités
L'Unión Deportiva Las Palmas est un club espagnol de football basé à Las Palmas de Gran Canaria, dans l’archipel des îles Canaries.

## Histoire
Le club est vice-champion d'Espagne en 1969, derrière le Real Madrid, et atteint la finale de la Coupe d'Espagne en 1978, en étant battu par le FC Barcelone sur le score de 3–1.

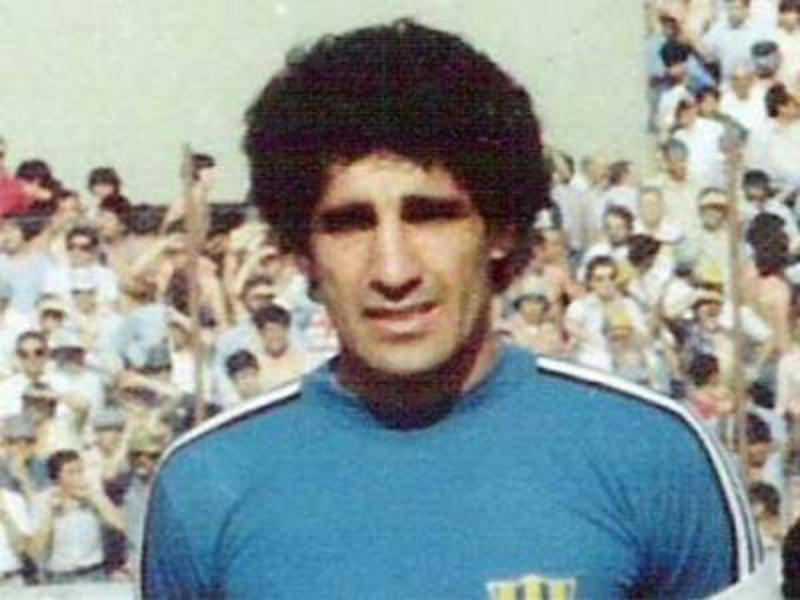
Le gardien international argentin Daniel Carnevali.

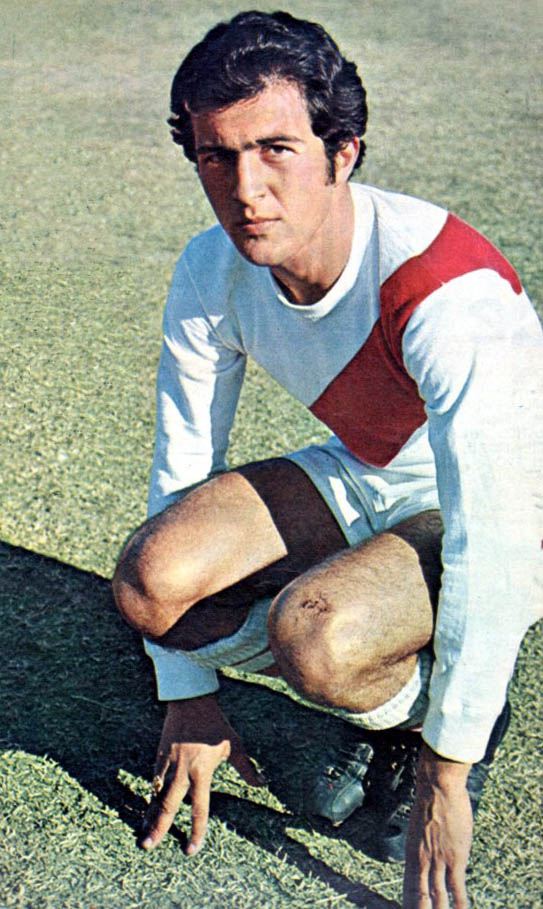
L'attaquant international argentin Carlos Morete.

Le club évolue pendant 35 saisons en première division, la première fois lors de la saison 1951-1952 où ils terminent avant-dernier et retombent en deuxième division. Mais ils retrouvent l'élite de 1954 à 1960, ensuite pendant 19 saisons consécutives entre 1964 et 1983. Après un petit passage de deux saisons en deuxième division, ils retrouvent la première division entre 1985 et 1988 puis deux saisons entre 2000 et 2002. Après 13 années d'absence, le club retrouve l'élite lors de la saison 2015-2016 et termine 11e lors de cette saison. Ils sont de nouveau relégués en 2018.
Le 27 mai 2023, le club retrouve l'élite du football espagnol après cinq ans d'absence en arrivant deuxième de la division cadette à l’issue d’un match nul contre Alavés. Il se maintiennent en Laliga EA Sports officiellement le 16 mai 2024 après le match nul 2-2 contre le Real Betis.

## Palmarès

### Compétitions nationales
- Championnat d'Espagne :
  - Vice-champion (1) : 1969
  - Troisième (1) : 1968

- Championnat d'Espagne de deuxième division :
  - Champion (4) : 1954, 1964, 1985 et 2000
  - Vice-champion (1) : 2023

- Coupe d'Espagne :
  - Finaliste (1) : 1978

### Compétitions internationales
- Coupe des villes de foires :
  - Trente-deuxième de finaliste (1) : 1970
- Coupe UEFA :
  - Huitième de finaliste (1) : 1973

## Anciens joueurs
- Daniel Carnevali
- Carlos Morete
- David García
- Pepín
- Josep Maria Comadevall
- Jonathan Viera
- Vitolo
- Nauzet Alemán
- Loïc Rémy
- Kevin-Prince Boateng
- Nabil El Zhar
- Tonono

## Entraîneurs successifs
- Luis Molowny
- Paco Campos
- Paco Herrera
- David Vidal
- Quique Setién
- Manolo Márquez
- Pako Ayestarán
- Sergije Krešić

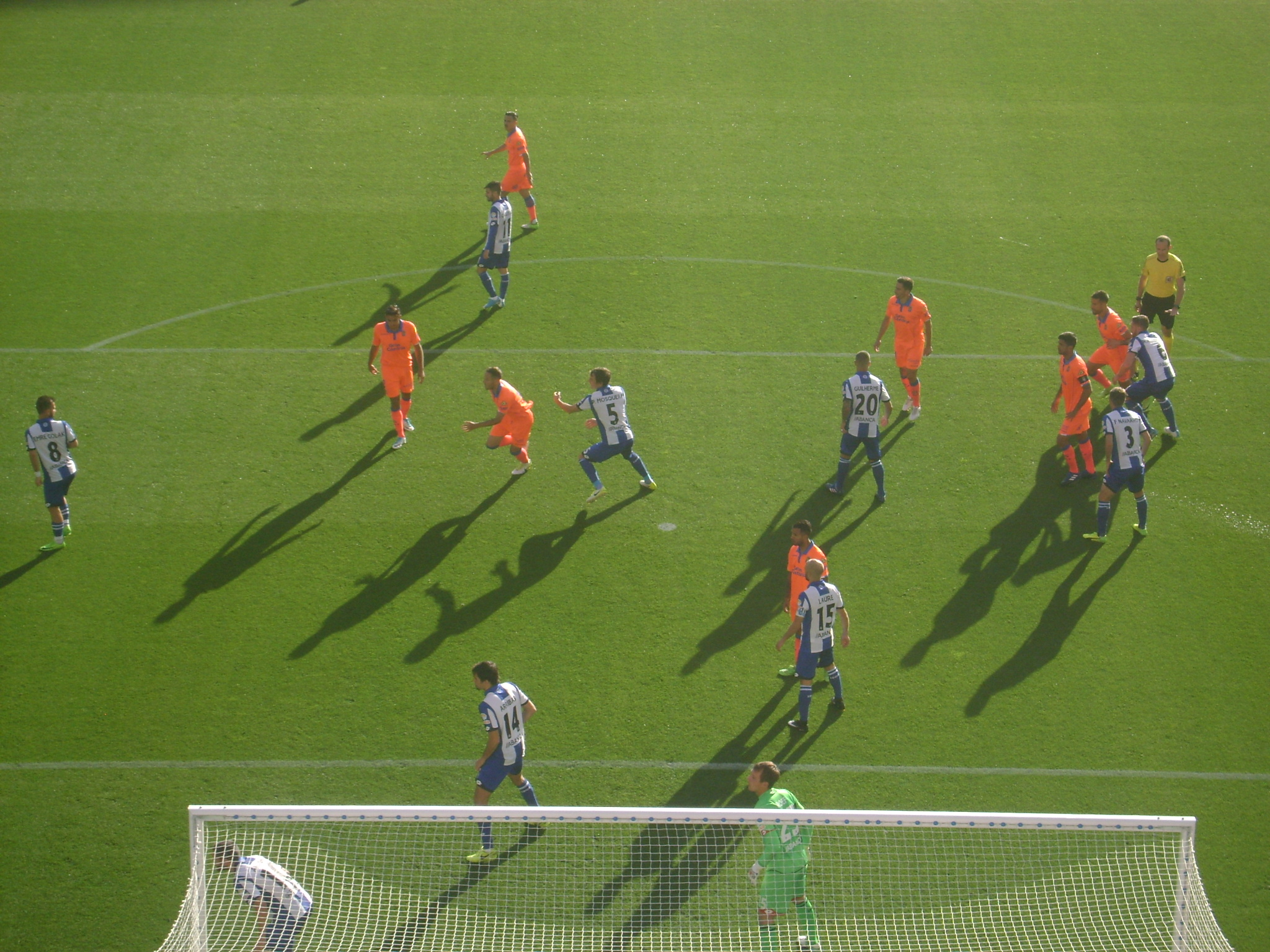
Deportivo de La Coruña vs. UD Las Palmas.

- Manolo Jiménez (-11/2018)[7]
- Paco Herrera (novembre 2018-février 2019)
- Pepe Mel[8] (mars 2019-janvier 2022)
- García Pimienta (2022-2024)
- Luis Carrion (2024-oct. 2024)
- Diego Martínez Penas (oct. 2024-juin 2025)
- Luis García (depuis juillet 2025)

## Effectif professionnel actuel
En grisé, les sélections de joueurs internationaux chez les jeunes mais n'ayant jamais été appelés aux échelons supérieurs une fois l'âge-limite dépassé ou les joueurs ayant pris leur retraite internationale.

## Structures du club

### Structures sportives

#### Stades
L'Unión Deportiva Las Palmas évolue dans une enceinte de 32 392 places inaugurée en 2003.

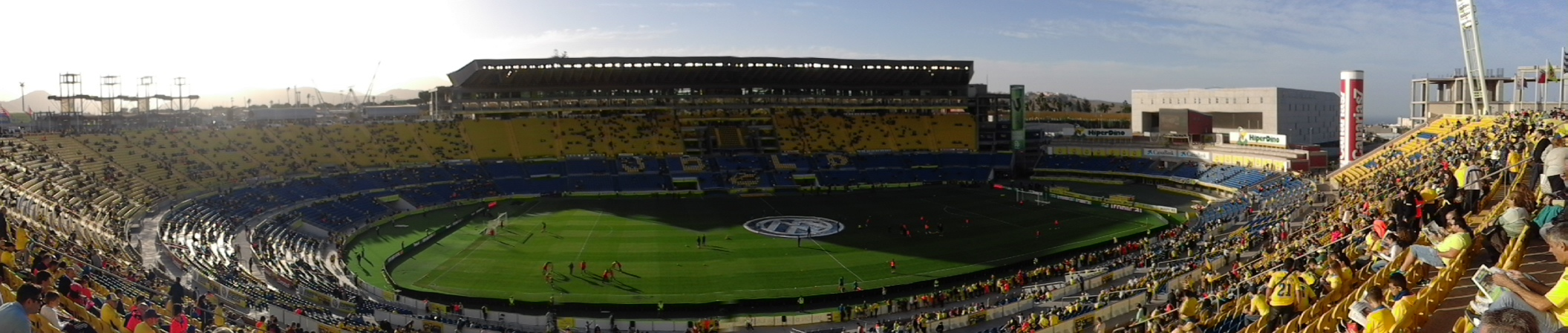
Stade de Grande Canarie.